# Luis Naón
Luis Naón (* 1961 in La Plata, Argentinien) ist ein argentinischer Komponist.

## Leben
Naón studierte Musik an der Universidad Nacional de La Plata, der Pontificia Universidad Católica Argentina „Santa María de los Buenos Ayres“ und am Conservatoire de Paris bei Guy Reibel, Laurent Cuniot, Teruggi Daniel, Sergio Ortega und Horacio Vaggione. Seit 1991 ist er Professor für Komposition am Conservatoire de Paris. Er hat wesentlich zur Förderung der jüngeren Generation von Komponisten in Frankreich beigetragen.